# Crystyle
Crystyle (с англ. — «Кристалл») — пятый мини-альбом (седьмой в целом) южнокорейской гёрл-группы CLC. Он был выпущен 17 января 2017 года Cube Entertainment и распространен CJ E&M. «Hobgoblin» был выпущен в качестве заглавного трека. Чтобы продвинуть альбом, группа выступила на нескольких южнокорейских музыкальных программах, включая Music Bank и Inkigayo. Клип на заглавный трек также вышел 17 января.
Альбом был на пике под номером 10 в чарте альбомов Gaon и под номером 6 на американских мировых альбомах. По состоянию на февраль 2017 года было продано 5,769 физических копий альбома.

## Предпосылки и релиз
27 декабря 2016 года CLC подтвердили, что они выпустят новый альбом в январе, с другой концепцией от существующего образа группы. Также было заявлено, что их новый альбом призван показать более харизматичный, хип-хоп и шикарный образ. 4 января 2017 года CLC выпустили обложку альбома под названием Crystyle, которая будет выпущена 17 января 2017 года. 10 января CLC выпустили концептуальную фотографию «Goblin».

## Композиция
Заглавный трек альбома «Hobgoblin» — это EDM-трэп-песня, написанная Хёной, Seo Jaewoo, Big Sancho и Son Youngjin, людьми, которые ранее работали над песней 4minute «Crazy». Песня и её музыкальное видео были выпущены одновременно с альбомом.

## Коммерческий успех
Crystyle вошла под номером 10 в альбомном чарте Gaon. На своей второй неделе альбом упал до 40. На своей третьей неделе альбом поднялся до 28, опустив график на следующей неделе.
Альдом продал 3,975 физических копий, разместившись на 30 строчке в альбомном чарте Gaon за январь 2017 года.
В США мини-альбом вошел и достиг 6 строчке в чарте мировых альбомах Billboard на неделе, закончившейся 4 февраля 2017 года. На своей второй неделе альбом упал до числа 10.

## Трек-лист
| №                   | Название                            | Текст песни                              | Музыка                                             | Arrangement                        | Длительность |
| ------------------- | ----------------------------------- | ---------------------------------------- | -------------------------------------------------- | ---------------------------------- | ------------ |
| 1.                  | «Liar»                              | Big Sancho Yorkie                        | Devine Channel Holiday                             | Devine Channel Holiday             | 3:17         |
| 2.                  | «Hobgoblin» (도깨비; Dokkaebi)      | Hyuna Seo Jaewoo Big Sancho Son Youngjin | Seo Jaewoo Big Sancho Son Yeongjin                 | Seo Jaewoo Big Sancho Son Yeongjin | 3:30         |
| 3.                  | «Mistake»                           | Big Sancho Ferdy Jang Yeeun              | Big Sancho Ferdy Devine Channel                    | Big Sancho Ferdy                   | 3:08         |
| 4.                  | «Meow Meow» (미유미유)              | Son Youngjin Jo Sungho                   | Son Youngjin Jo Sungho Geoff Earley Devine Channel | Son Youngjin Geoff Earley          | 3:18         |
| 5.                  | «I Mean That» (말이야; Malliya)     | Son Youngjin Kang Dongha Jang Yeeun      | Son Youngjin Kang Dongha                           | Son Youngjin Kang Dongha           | 3:14         |
| 6.                  | «Depression» (눈물병; Nunmulbyeong) | Son Youngjin Jo Sungho                   | Son Youngjin Jo Sungho                             | Son Youngjin Jo Sungho             | 3:27         |
| Общая длительность: | Общая длительность:                 | Общая длительность:                      | Общая длительность:                                | Общая длительность:                | 19:54        |

## Чарты

### Еженедельный чарт
| Чарты (2017)                   | Пиковые позиции |
| ------------------------------ | --------------- |
| Южная Корея (Gaon Album Chart) | 10              |
| США (World Albums Chart)       | 6               |

### Ежемесячный чарт
| Чарты (2017)                   | Пиковые позиции |
| ------------------------------ | --------------- |
| Южная Корея (Gaon Album Chart) | 30              |